# 中将加上将衔
中将加上将衔，全称是“陆军中将加上将衔”，是中华民国陆军的一阶军衔，依《陸軍軍官佐任官暫行條例》第五條第五款，於民國25年2月29日立法制定公布《陸軍中將加銜暫行條例》。

## 概述
北伐成功之后民国政府统一军阶制度，废除各地方武装、军阀自设的军阶等级。
在国民政府撤退台湾之前，民国政府对于将衔军阶绶予持保守态度，管理相当严格，尤其是二级上将以上军阶设有名额限制。由于连年战乱以及相关人员履历符合绶衔要求，但出名额出缺，所以创设这一灵活的变通方式，以解决相关人员在职权问题。授予履历符合但无上将名额出缺时，先行赋予中将衔人员上将职权，但不绶星，俸薪仍照中將最高俸額支給。

## 中将加上将衔清单
追晋、追赠及加上将衔立即退役者，未在此列：
- 1936年9月：钱大钧、陈诚、卫立煌、张治中、薛岳、刘建绪、张发奎、余汉谋、马鸿逵、张之江、鹿钟麟
- 1936年12月：孙连仲、张钫、盛世才、庞炳勋
- 1937年3月：李品仙、邓锡侯
- 1937年4月：朱绶光
- 1937年5月：夏威、廖磊
- 1937年6月：王树常
- 1937年8月：吕超
- 1937年9月：黄绍竑、黄旭初、熊式辉、陈仪、刘文辉、杨森
- 1937年10月：杨杰、刘兴
- 1938年2月：贺耀祖
- 1938年10月：唐式遵
- 1939年5月：孙震、卢汉、张自忠
- 1940年5月：王陵基、潘文华、王缵绪
- 1944年8月：刘汝明
- 1945年10月：胡宗南
- 1946年2月：汤恩伯
- 1946年6月：罗卓英、黄琪翔
- 1947年8月：林蔚
- 1948年1月：俞济时、秦德纯
- 1949年2月：李汉魂
- 1949年5月：刘士毅
- 1949年8月：马步芳

## 廢止
民國59年中華民國立法院審議廢止《陸軍中將加銜暫行條例》。